# Donna Jean Godchaux Band
Donna Jean Godchaux Band je americká rocková skupina, založená v roce 2007. Frontmankou skupiny je Donna Jean Godchaux, která v sedmdesátých letech byla členkou skupiny Grateful Dead. Ve skupině hraje také například Jeff Mattson ze skupiny Zen Tricksters.